# Ramón Fregoso
Ramón J. Fregoso Gil (*  8 de junio de 1891 en Tenamaxtlán, Jalisco, México - † 4 de septiembre de 1950 en Guadalajara, Jalisco, México) fue un comerciante mexicano que fungió como presidente del Club Deportivo Guadalajara en dos ocasiones, su primer período fue de 1915 a 1918 y el segundo de 1926 a 1927.

## Biografía
Nació el 8 de junio de 1891 en Tenamaxtlán, Jalisco, siendo hijo del matrimonio formado por Tomás Fregoso Villaseñor y Epigmenia Gil Pimienta. Su padre fue un educador muy reconocido en la región, mientras que su madre falleció a temprana edad, en el año de 1914.
Fue socio y presidente del Club Deportivo Guadalajara, fundador de la papelería Fregoso, en varias ocasiones ocupó los cargos de presidente y consejero de la Cámara de Comercio de Guadalajara, también participó como consejero en el Banco de Jalisco y como vicepresidente del Consejo de Administración de la Asociación de Azucareros.